# Nationaal Landschap Rivierengebied
Het Nationaal Landschap Rivierengebied wordt als een bijzonder stuk van Nederland gezien omdat rivieren grotendeels het uiterlijk bepalen. Bovendien speelde het gebied een grote rol in de bewoningsgeschiedenis van Nederland, bijvoorbeeld omdat het de grens vormde van het Romeinse Rijk. Om deze redenen is het in de Nederlandse Nota Ruimte uit 2005 aangewezen als een van de 20 Nationale Landschappen. De omvang is 25393 ha.

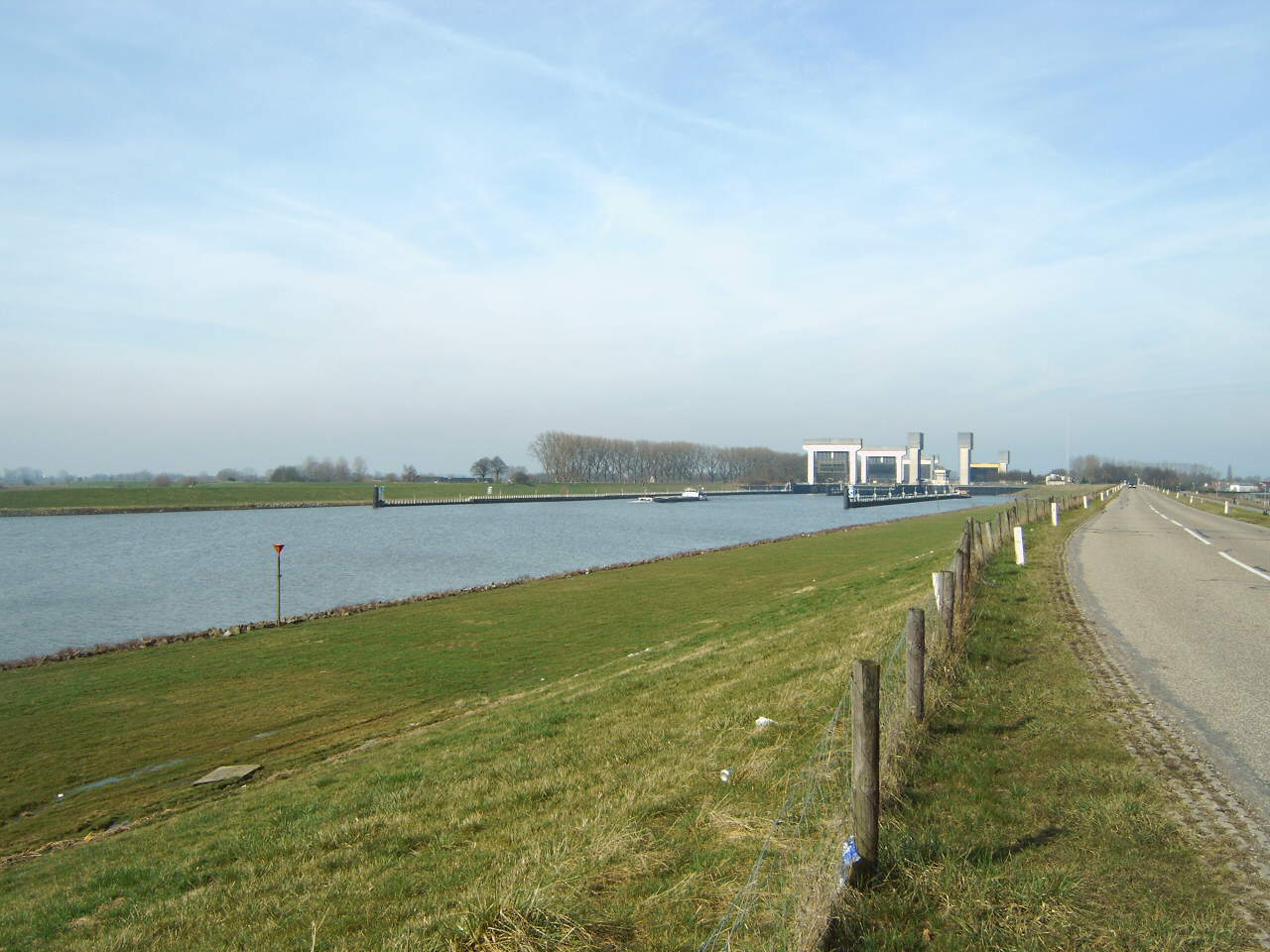
Prinses Irenesluizen

## Ligging
Het Nationaal landschap ligt deels in de Gelderse Betuwe, deels in het Utrechtse Kromme Rijngebied. Het omvat delen van de gemeenten Buren, Culemborg, West Betuwe, Houten, Utrecht, Bunnik, Wijk bij Duurstede, Nieuwegein, De Bilt, Zeist en Utrechtse Heuvelrug.

## Landschap
Het landschap wordt gedomineerd door de rivieren Rijn, Lek, Waal en Merwede. Het is ook het overgangsgebied van het zand van de Utrechtse heuvelrug naar de rivierklei en van de rivierklei naar het veen van de Alblasserwaard en de Vijfheerenlanden. De werking van de rivieren toont zich in kommen, oeverwallen en stroomruggen met rivierduinen. De eeuwenoude menselijke strijd tegen het water komt tot uiting in de dijken, overlaten, zijvelingen, kolken en oude meanders. Dat dit gebied aantrekkelijk werd gevonden blijkt uit de vele landgoederen en buitens.

## Gebruik
Het gebied kent traditioneel veel fruitteelt en melkveehouderij, en daarnaast is er enige andere economische activiteit (horeca, transport, zorg).